# Muş
Muş – miasto w Turcji, stolica prowincji Muş.
Według danych na rok 2000 miasto zamieszkiwało 67 927 osób.